# 山口洋子
山口 洋子（やまぐち ようこ、1937年〈昭和12年〉5月10日 - 2014年〈平成26年〉9月6日）は、日本の著作家、作詞家。1985年（昭和60年）に直木三十五賞を受賞。愛知県名古屋市出身。京都女子高校中退。なお、「誰もいない海」の作詞者・山口洋子は同姓同名の別人。

## 経歴
料亭を経営していた資産家の父と、仲居をしていた母との間の私生児として生まれる。
16歳のときに高校を中退、ある男性の後ろ盾を得て名古屋市内で喫茶店「洋子」を開く。店は繁盛していたというが、雇われ店長に嫌気が差して3年で経営から手を引いた。
1957年（昭和32年）、東映ニューフェイス4期生に選ばれる。同期には水木襄・佐久間良子・室田日出男・曽根晴美・花園ひろみ・山城新伍がいた。しかし女優としては鳴かず飛ばずで、わずか2年ほどで芸能界から足を洗う。この頃安藤昇と知り合い、横井英樹襲撃事件（1958年）に関与したとして安藤が警察に追われると、自らの住んでいたアパートに安藤を匿っていた。本人も「安藤組の組員の末席をけがしている」と自認しており、アパートに出入りしていた安藤組の組員たちから「姫」と呼ばれるようになり、後のクラブの店名の由来にもなっている。
その後、東京・銀座でクラブ「姫」を開店。各界著名人を顧客として抱え、経営に手腕を発揮した。また、同店にはホステスとして、元ミス・ユニバース・ジャパンの飯野矢住代、女優の山口火奈子、常連客だった俳優の梅宮辰夫と結婚したが半年で離婚した大門節子らが在籍していた。1960年頃の銀座のクラブは妙齢のインテリホステスが主流だったが、山口は逆に「少々バカでも若くて美しい子を集める」方針を取り、それが他店で気兼ねしていた若い顧客を集める結果となった。
1967年（昭和42年）から友人で歌手の神楽坂浮子に提供した「銀座化粧」を皮切りに作詞活動を開始。「噂の女」「よこはま・たそがれ」「ふるさと」「夜空」「うそ」「千曲川」「夢よもういちど」「雨の東京」「ブランデーグラス」「北の旅人」「アメリカ橋」などの多数のヒット作があり、特に1960年代後半から1970年代前半にかけて目覚ましい活躍をした。読売テレビの視聴者参加型歌番組『全日本歌謡選手権』で山口と同じく隔週でゲスト審査員として出演していた作曲家平尾昌晃とはゴールデンコンビとして知られた。
1968年9月30日から立川談志と組んでTBSテレビ『0スタジオ おんなのテレビ』の月曜日司会に抜擢される。途中から金曜日の司会も兼任したが視聴率は振るわず、ワンクールで番組は終了した。
1980年代からは小説の創作活動も始める。小説家としては「姫」の常連客でもあった近藤啓太郎に師事した。1985年（昭和60年）には『演歌の虫』、『老梅』で直木賞を受賞。併せて、遠藤実が設立した日本音楽作家協会会長に就任後は協会を通じ、松井由利夫、冬樹かずみ等と後進の育成にも尽力した。
2014年9月6日、呼吸不全のため東京都内の病院で死去。77歳没。同年12月30日の第56回日本レコード大賞で功労賞を受賞した。

## 人物
漫才師のハイヒールモモコは姪(兄の娘)。
西武ライオンズの大ファン。自ら「西武ライオンズ私設応援団長」を名乗り、1980年代後半から90年代にかけてのライオンズ黄金期には、優勝を決めたライオンズの選手を「姫」に迎えて朝まで祝勝会を行うのが恒例だった。ただし本人は下戸であったため、酒は飲まずに炭酸水でごまかしながら酔ったふりをしていたという。

## 作品

### 小説
- 『半ダースもの情事』（光文社 1981年、のち文庫）
- 『女主人』（光文社 1983年、のち文庫）
- 『プライベート・ライブ』（講談社 1983年、のち文庫） 1984年吉川英治文学賞新人賞受賞作品
- 貢ぐ女 （1983年）第89回直木賞候補
- 『椿の館』（実業之日本社 1984年、「老つばめ」文春文庫）
- 『夜の底に生きる』（中央公論社 1984年、のち新潮文庫）
- 弥次郎兵衛 （1984年）第91回直木賞候補
- 『演歌の虫』（文藝春秋 1985年、のち文庫） 第93回直木賞受賞作品
- 老梅 （1985年）第93回直木賞受賞作品
- 『東京恋物語』（講談社 1985年、のち文庫）
- 『ドント・ディスターブ』（講談社 1985年、のち文庫）
- 『木と話す女』（文藝春秋 1986年、のち文庫）
- 『東京の女』（新潮社 1986年、のち文庫）
- 『男の極楽 千束圭太日記』（光文社 1986年、のち文庫）
- 『銀座春灯』（文藝春秋 1987年、のち文庫）
- 『シンシン』（文藝春秋 1994年、のち文庫）
- 『月の音』（文藝春秋 1994年、のち文庫）
- 『軽井沢冬夫人』（文藝春秋 1995年、のち文庫）
- 『夜色』（新潮社 1997年）
- 『飛行機』（光文社 1998年）
- 『ひやりとする軽井沢』（文藝春秋 2002年）

### その他の著書
- 『酒場での飲み上手遊び上手』（ベストセラーズ 1971年）
- 『愛する嘘を知ってますか いちばん言いたくなかった26項』（青春出版社 1977年、のち講談社文庫、青春文庫）
- 『愛されかた知ってますか 他人が言わない29項』（青春出版社 1978年、のち講談社文庫、青春文庫）
- 『ちょっと言えない話』（青春出版社 1978年）
- 『恋のイソップ 出会いと別れ・愛の86章』（集英社文庫コバルト 1980年）
- 『その人を愛せますか 決して後悔しない愛、性、生き方』（青春出版社 1980年、のち講談社文庫）
- 『おんな学30年 女らんめぇエッセイ』（青春出版社 1981年）
- 『魅力男五十人 山口洋子の慕情対談』（サンケイ出版 1981年、のち講談社文庫）
- 『こんな男に惚れてみろ 女らんめぇエッセイ』（青春出版社 1982年）
- 『悪い男に愛されたい 聡明な大人の恋の方法』（文化創作出版 1984年、のち集英社文庫）
- 『浮気人間絵図 “女好きの男"と“男好きの女"の内緒話』（光文社 1984年、「男の戸籍」文庫）
- 『百人の男』（文藝春秋 1985年、のち文庫）
- 『愛がわからなくなったら読む本 後からではとり返せない62項目』（青春出版社（プレイブックス） 1985年 のち文庫、講談社文庫）
- 『ところで、もう一杯』全5冊 （講談社文庫 1986年-1989年）
- 『この人でいいかしら 男が結婚したくなる女は何を持っているか』（青春出版社 1986年、のち文庫）
- 『好きな人ができたら読む本 知性を持っていたらこわくない』（青春出版社（プレイブックス） 1986年）
- 『帰り道を忘れた男たち』（講談社 1986年、のち文庫、PHP文庫）
- 『東京望遠鏡』（講談社 1987年、のち文庫）
- 『男はオイ!女はハイ…』1-2 （毎日新聞社 1987年-1988年、のち文春文庫）
- 『殿様ごっこ 酒場「デルタ」物語』（光文社 1987年、のち文庫）
- 『あの人をどこまで知ってますか "かわいい女"だから好きになる男心18章』（青春出版社 1987年、のち文庫）
- 『山口洋子の愛情対談』（講談社文庫 1988年）
- 『なにが愛なのかしら 離れられなくなる時嫌になる時』（青春出版社（プレイブックス） 1988年 のち講談社文庫）
- 『おとこの事典』（講談社文庫 1989年）
- 『好かれかた信じかた愛しかた もう一人別の私を持とう』（青春出版社（プレイブックス） 1990年）
- 『ヒット曲、スゴイ話 うたう前に読む本』（対談集 ネスコ 1990年）
- 『雨になりそうな風』（新潮社 1990年、のち講談社文庫）
- 『山口洋子のサミング・アップ 作家自身が編集する本』（ナイスディ・ブックス 1990年）
- 『好かれかた信じかた愛しかた もう一人あたらしい私を持とう』（青春出版社 1991年、のち文庫）
- 『モテるモテないは紙一重』（講談社文庫オリジナル 1991年）
- 『この人と暮らせたら 愛される女は何が必要か』（文化創作出版 1991年、のち集英社文庫）
- 『おとこ論 こころとからだと愛されていい人とは』（青春出版社 1993年）
- 『あなたのセックスわたしのセックス いま、あなたを幸せにする』（青春出版社 1994年 「その愛を信じますか」文庫）
- 『折々の感情 なぜその人を好きになるか』（集英社 1995年、のち集英社文庫）
- 『履歴書（メリット）』（講談社文庫オリジナル 1995年）
- 『花を買う理由 愛情販売本舗・発』（小学館 1995年、「三寒四温」文庫）
- 『おとこの天気おんなの元気 おとこの事典』（講談社文庫 1995年）
- 『なんとかせい』（双葉社 1995年）
- 『愛をめぐる冒険 あの人がわかる自分がわかる恋がわかる』（青春出版社 1996年、のち集英社文庫）
- 『女がそれを感じるとき』（文藝春秋 1996年）
- 『ザ・ラスト・ワルツ 「姫」という酒場』（双葉社 1996年、のち文春文庫）
- 『トライアングル 三角関係物語 ラヴ・ストーリー名選集』（集英社文庫 1997年）
- 『バッド・ボーイ ワルだから魅かれる ラヴ・ストーリー名選集』（集英社文庫 1997年）
- 『愛の知性と欲望の20章 この人とどう生きるか』（青春出版社 1997年）
- 『背のびして見る海峡を』（猪俣公章伝） （文藝春秋 1997年）
- 『ビューティフル・ウーマン 陰のある美女たち ラヴ・ストーリー名選集』（集英社文庫 1997年）
- 『生（レア）』（文藝春秋 1999年）
- 『生きていてよかった 愛、孤独、不信、絶望の果てに』（文化創作出版 2000年）
- 『おとなの愛を知っていますか』（ドリームクエスト 2001年）
- 『逢えてよかった』（双葉社 2001年）
- 『このひととなら幸せになれる 大切なひとの選び方見分け方』（海竜社 2002年）
- 『山口洋子の男というもの』（サンガ 2003年）
- 『あの日に帰りたい 昭和、愛しき日々よ』（イースト・プレス 2008年）
- 『愛され力 本当のあなたはもっと愛される。』（青萠堂 2009年）

### 作詞
- 酒場人形／青江三奈(1969年)
- 噂の女／内山田洋とクール・ファイブ（1970年)
- 一度だけなら／野村真樹 （1970年）
- よこはま・たそがれ／五木ひろし（1971年）
- 長崎から船に乗って／五木ひろし（1971年）
- 待っている女／五木ひろし（1972年）
- もいちど河原町／由美かおる（1972年）
- 冷たい男の詩/港町慕情／春日八郎（1972年）
- こわれ人形の詩／藤圭子（1972年）
- ネオン花哀歌／藤圭子（1972年）
- 霧の出船／五木ひろし（1973年）
- ふるさと／五木ひろし（1973年）
- 夜空／五木ひろし（1973年）
- 恋の雪割草／藤圭子（1973年）
- うそ／中条きよし（1974年）
- 私は京都へ帰ります／藤圭子（1974年）
- 明日の愛／五木ひろし（1974年） - TBSドラマ『日本沈没』主題歌
- あなたの噂／藤圭子（1974年）
- 愛こそすべて／尾崎紀世彦（1974年） - 東宝映画『エスパイ』主題歌
- 新宿みれん/青江三奈(1975年)
- 星の王子さま／尾崎紀世彦（1975年）訳詞
- ひとりぼっち／美空ひばり（1975年）
- 面影の女／チャダ（1975年）
- 千曲川／五木ひろし（1975年）
- ふたりの旅路／五木ひろし（1975年）
- 夢よもういちど／真木ひでと（1975年）
- 逢えるかもしれない／郷ひろみ（1975年）
- 心斎橋／三條正人（1975年）
- ためらい／三條正人（1976年）
- 恋におぼれて／真木ひでと（1976年）
- 愛の始発／五木ひろし（1976年）
- もう一度逢いたい／八代亜紀（1976年）
- ブランデーグラス／石原裕次郎（1977年・1979年再発売）
- どうするヨコハマ／小川順子（1977年9月）
- 女の指／平浩二（1978年1月）
- 最後の一本／美空ひばり（1979年1月）
- 雨の東京／真木ひでと（1979年）
- そのひとを愛せますか／伊東ゆかり（1979年）
- みんなサーカス／子門真人（1980年）
- 恋の手ざわり／江利チエミ（1980年）
- 空中ブランコ／江利チエミ（1980年）
- 百人の男／亜木寛子（1983年）
- 北の旅人／石原裕次郎（1987年）
- アメリカ橋／山川豊（1998年）
- 東西南北ひとり旅／レツゴー三匹・ジェロ（2008年）
- トワイライトレイン／夏川玲（2011年）

### テレビ番組
- 全日本歌謡選手権（よみうりテレビ）審査員として
- 第36回NHK紅白歌合戦（NHK総合・ラジオ第1） 審査員として
- 0スタジオ おんなのテレビ（TBS） ホステス

ほか多数

### ラジオ番組
- 山口洋子 その人を愛せますか（TBSラジオ）[1]

## 関連書籍
- 細田昌志『沢村忠に真空を飛ばせた男：昭和のプロモーター・野口修評伝』新潮社、2020年10月。ISBN 978-4103536710。